# Врућ ветар
Врућ ветар је југословенска хумористичка телевизијска серија, снимљена у продукцији Телевизије Београд 1979. године. Сценарио је написао Синиша Павић, по свом истоименом роману, у сарадњи са Љиљаном Павић, а режирао је Александар Ђорђевић. Серија има 10 епизода које су премијерно емитоване у периоду од 6. јануара до 10. марта 1980. године. При њеном првом приказивању, серија је емитована недељом од 20:00 на Првом програму.
Серија је осим на просторима бивше Југославије емитована у Чехословачкој, Румунији, Бугарској, Аустрији и Мађарској, где је проглашена за најбољу телевизијску серију свих времена.
Улога Шурде је Љубиши Самарџићу донела велику популарност. Осамдесетих је у Мађарској проглашен за најбољег глумца где га је на Неп стадиону дочекало 100.000 људи, а после великог успеха серије проглашен је за глумца године и у Бугарској и Румунији. У Мађарској је серија премијерно емитована од 11. децембра 1984. до 12. фебруара 1985. на њивовом јавном сервису МТВ-у.
Упоредо са серијом, снимљен је и филм Авантуре Боривоја Шурдиловића. Завршна тема серије, песма „А сад, адио”, коју је уз грчки инструментал отпевао Оливер Драгојевић, евергрин је југословенске поп музике.

## Радња
Боривоје Шурдиловић „Шурда” (Љубиша Самарџић) одлази из родног Власотинца у Београд, надавши се да ће унапредити своје животне прилике и остварити дугогодишње амбиције. Почиње да живи као подстанар, код ујака (Миодраг Петровић Чкаља) и бабе (Радмила Савићевић). Испоставља се да је живот са њима тек прва у низу многобројних Шурдиних главобоља у белом свету.

## Улоге
| Глумац                      | Улога                                                 |
| --------------------------- | ----------------------------------------------------- |
| Љубиша Самарџић             | Боривоје Шурдиловић „Шурда”                           |
| Миодраг Петровић-Чкаља      | Благоје Поповић „Фирга”                               |
| Бора Тодоровић              | Слободан Михајловић „Боб”                             |
| Радмила Савићевић           | Шурдина баба                                          |
| Весна Чипчић                | Весна Шурдиловић, Шурдина жена                        |
| Жика Миленковић             | Сотир Шурдиловић „Соћа”, Шурдин отац                  |
| Илија Михајловић            | Шурдин син                                            |
| Драгомир Бојанић Гидра      | Крстивоје Крстић − „Једноруки Крстивоје”              |
| Никола Симић                | Шурдин шеф                                            |
| Љубица Ковић                | Шурдина мајка                                         |
| Љубица Шћепановић           | Шурдина сестра                                        |
| Младен Недељковић           | Шурдин зет                                            |
| Чедомир Петровић            | Пера проналазач                                       |
| Милан Пузић                 | Марко Бошковић                                        |
| Никола Милић                | председник стамбене комисије                          |
| Јанез Врховец               | Пупавац, Шурдин колега                                |
| Душан Почек                 | пословођа самопослуге                                 |
| Мелита Бихали               | секретарица директора грађевинске фирме               |
| Миодраг Поповић Деба        | директор грађевинске фирме                            |
| Тома Јовановић              | магистар Чоловић                                      |
| Драгољуб Гула Милосављевић  | Бобов пријатељ                                        |
| Предраг Тодоровић           | новинар                                               |
| Жижа Стојановић             | службеница банке                                      |
| Предраг Милинковић          | Пицек, Шурдин колега                                  |
| Славољуб Бешић              | певач                                                 |
| Миливоје Даскаловић         | гост на Шурдиној свадби                               |
| Радослав Павловић           | комшија                                               |
| Михајло Викторовић          | станар новоградње                                     |
| Растко Тадић                | председник техничке комисије                          |
| Славко Симић                | кројач                                                |
| Милутин Бутковић            | берберин у пензији                                    |
| Јелица Сретеновић           | Иванка                                                |
| Нада Блам                   | Анчи, Шурдина прва девојка                            |
| Милан Срдоч                 | муштерија у таксију, човек у гипсу                    |
| Љуба Тадић                  | човек на аеродрому                                    |
| Петар Словенски             | Борко, гост на пријему                                |
| Драган Николић              | гост на пријему                                       |
| Воја Брајовић               | гост на пријему                                       |
| Мида Стевановић             | нервозна муштерија у берберници                       |
| Ненад Цигановић             | муштерија у берберници                                |
| Велимир Суботић             | муштерија у берберници са псом                        |
| Дара Чаленић                | Афронзина                                             |
| Мића Татић                  | доктор                                                |
| Лидија Плетл                | медицинска сестра                                     |
| Драгица Новаковић           | Службеница на шалтеру банке                           |
| Радисав Радојковић          | командир милиције                                     |
| Душан Тадић                 | дежурни Величковић                                    |
| Ратко Милетић               | кондуктер Рале                                        |
| Даница Ристовски            | новинарка                                             |
| Боро Стјепановић            | помоћни судија                                        |
| Драган Лаковић              | директор фудбалског клуба                             |
| Ђорђе Јовановић             | секретар фудбалског клуба                             |
| Зоран Миљковић              | Роки                                                  |
| Цане Фирауновић             | конобар                                               |
| Дуња Чинче                  | жена са пудлицом                                      |
| Радмила Плећаш              | Афронзинина служавка Марија                           |
| Ружица Сокић                | Анђелија                                              |
| Радмила Гутеша              | грофица Хелена                                        |
| Михајло Бата Паскаљевић     | Жилијен Живаго                                        |
| Љубомир Дидић               | Светолик Попадић „Баћко”                              |
| Мира Динуловић              | службеница завода за запошљавање                      |
| Рада Ђуричин                | судија                                                |
| Владан Живковић             | Миле Контраш                                          |
| Душан Јанићијевић           | Каписазовић                                           |
| Еуген Вербер                | председник радничког савета                           |
| Никола Јовановић            | Брка                                                  |
| Мирко Бабић                 | судски извршитељ                                      |
| Љубомир Убавкић             | сељак                                                 |
| Рамиз Секић                 | нови директор                                         |
| Богољуб Петровић            | Веснин директор Курчубић                              |
| Стеван Миња                 | газда Сима                                            |
| Јелена Жигон                | Бошковићева секретарица                               |
| Мирослав Бијелић            | хотелски психолог                                     |
| Миодраг Андрић - Љуба Мољац | контролор паркинга                                    |
| Весна Малохоџић             | Бобова супруга                                        |
| Даница Максимовић           | продавачица касета                                    |
| Мира Бањац                  | Мара                                                  |
| Миливој Поповић Мавид       | судија                                                |
| Бранислав Цига Миленковић   | навијач са штапом/ незадовољни станар / гост у кафани |
| Љубиша Бачић                | продавац кола / муштерија у кафани                    |
| Драган Оцокољић             | др Ивковић / адвокат                                  |
| Бранко Цвејић               | Миша, гост на пријему / Веснин бивши дечко            |
| Миливоје Мића Томић         | Шахиста / Веснин станодавац / Бобов шеф               |
| Божидар Стошић              | ауто-механичар / водоинсталер                         |
| Иво Јакшић                  | Аврамовић, гост на пријему / Бобов колега Дамјановић  |
| Вељко Маринковић            | судија / Бобов нови колега                            |
| Иван Бекјарев               | голман / конобар у хотелу                             |
| Ранко Гучевац               | конобар у хотелу / човек из унутрашњости              |
| Татјана Бељакова            | Преводилац                                            |
| Буда Јеремић                | Шурдин колега с позивом за састанак                   |
| Станимир Аврамовић          | Поштар                                                |
| Душан Вујновић              | милиционер                                            |
| Страхиња Мојић              | милиционер                                            |
| Милка Газикаловић           | Драгица, сервирка                                     |
| Славица Ђорђевић            | Ленче                                                 |
| Владислав Матић             | Веснин адвокат                                        |
| Драган Лукић Омољац         | Мајстор Милисав                                       |
| Бранислав Дамњановић        | Конобар који нема цревца                              |
| Живојин Ненадовић           |                                                       |

## Епизоде
1. „Човек на погрешном месту”
2. „Таксиста”
3. „Гастарбајтер”
4. „Кобни сусрет”
5. „Брачни вир”
6. „Стан”
7. „На барикадама”
8. „Проналазак”
9. „Бродолом”
10. „Шампион”

## Награде
- Награду за најбољи Глумачки пар године по избору читалаца ТВ Новости добили су Весна Чипчић за улогу Весне и Љубиша Самарџић за улогу Боривоја Шурдиловића на Филмским сусретима у Нишу 1980. године.[8]
- Љубиша Самарџић је за улогу Боривоја Шурдиловића добио Гран при на филмским сусретима у Нишу 1983. године.[9]
- НР Мађарска - најбоља серија свих времена.

## Музика
Музику за серију, као и филм „Авантуре Боривоја Шурдиловића“, компоновао је Војкан Борисављевић a отпевао Оливер Драгојевић. Песме „Човек и брод“ и „А сад адио“ постале су веома популарне и данас се слушају. Песму „А сад адио“, чији је текст написала Љиљана Павић, у серији је певао и Славко Бешић Чупа као и Љубиша Самарџић. Године 2000. сниман је телевизијски филм „А сад адио“ у коме је истоимену песму отпевала Снежана Савић.

## Локације
Серија је снимана осам месеци на локацијама у Београду, Власотинцу, Франкфурту и њиховим околинама.
- Берберска радња коју је држао Шурда се налазила у старом граду Београда у Чика Љубиној улици.
- Фиргина кућа се налази на углу улица Јована Рајића и Гружанске на Врачару.
- Стан Бобове љубавнице Афронзине се налази у Немачкој у Франкфурту Goetheplatz 5.
- Сцена када је Крстивоје повезао Шурду, након што се враћао са посла из Ритопека, је снимана на Кружном путу Лештане - Бубањ поток.
- Стамбена зграда у којој се налази Бобов стан је у улици Илије Гарашанина 49.
- Сцене у ексклузивном хотелу снимане су у некадашњем хотелу "Извор" у Аранђеловцу, као и испред самог хотела.

## Мађарско издање
У Мађарској је ова серија премијерно емитована од 11. децембра 1984. до 12. фебруара 1985. на њиховом јавном сервису МТВ. Серија је тамо постигла велики успех, и била је синхронизована на мађарски језик. Глас Шурди је давао познати мађарски гласовни глумац Ласло Хељеј.

## Занимљивости
- Првобитно је планирано да Фиргу игра Данило Бата Стојковић, а Боривоја Шурдиловића Шурду Милан Гутовић.[12]
- Редитељ Александар Ђорђевић је Синиши Павићу за улогу Боривоја Шурдиловића Шурду предложио Љубишу Самарџића са којим до тада није сарађивао.[13]
- Серија је снимана осам месеци.
- Упркос томе што серија има само 10 епизода, радња покрива бар 7 година, јер је Шурдин син на крају серије кренуо у школу.
- За сва имена у уводној шпици није коришћена ошишана латиница, али је редитељ Ђорђевић увек потписиван Djordjević уместо Đorđević.
- Серија је веома популарна и гледана у Мађарској па је синхронизована на мађарском језику као и песма А сад адио коју је отпевао Љубиша Самарџић.[14][15]
- Занимљиво је да се Радмила Савићевић која је тумачила Шурдину бабу појавила у свим епизодама, а ни у једној се не помиње име улоге коју тумачи.
- Занимљиво је да су неки глумци тумачили по две споредне епизодне улоге. На пример, Иван Бекјарев у једној епизоди на почетку серије глуми фудбалера, а при крају серије је глумио конобара у отменом хотелу.
- Инспирација за лик Шурде био је брица Живојин Биџић Биџа из Власотинца.[16]
- Миодраг Петровић Чкаља у серији Шурдин ујак Фирга је од Радмиле Савићевић, која му у серији глуми мајку старији скоро две године, иначе су обоје рођени у Крушевцу.